# Jacob Cornelisz van Oostsanen
Jacob Cornelisz van Oostsanen aussi appelé Jacob Cornelisz van Amsterdam, né avant 1470 à Oostzaan et mort en 1533, est un graveur et un peintre néerlandais.

## Biographie
On connait peu de chose de la vie de Jacob Cornelisz van Oostsanen. Son nom indique qu'il est né à Oostzaan, à l'est de la Zaan, au nord d'Amsterdam où sa famille possédait des terres. Tous les membres de sa famille sont peintres. Il a pour frères les peintres Cornelis Buys I, dont certains pensent qu'il est le Maître d'Alkmaar, et Cornelis Buys II. Ses fils Cornelis Jacobz et Dirck Jacobsz deviennent portraitistes, comme le seront ses petits enfants Cornelis Anthonisz et Jacob Dirksz. 
Il achète sa première maison à Amsterdam in 1500, dans la Kalverstraat. Vingt ans plus tard, il achète la maison voisine, ce qui lui vaudra aussi le nom de Jacob Cornelisz van Amsterdam. La date de sa mort est incertaine. Sa femme est mentionnée comme veuve dans un document de 1533. Mais les derniers paiements enregistrés par les archives de l'Abbaye d'Egmond datent de 1526-1528 pour un retable (détruit pendant les troubles de la Réforme protestante).

## Œuvre

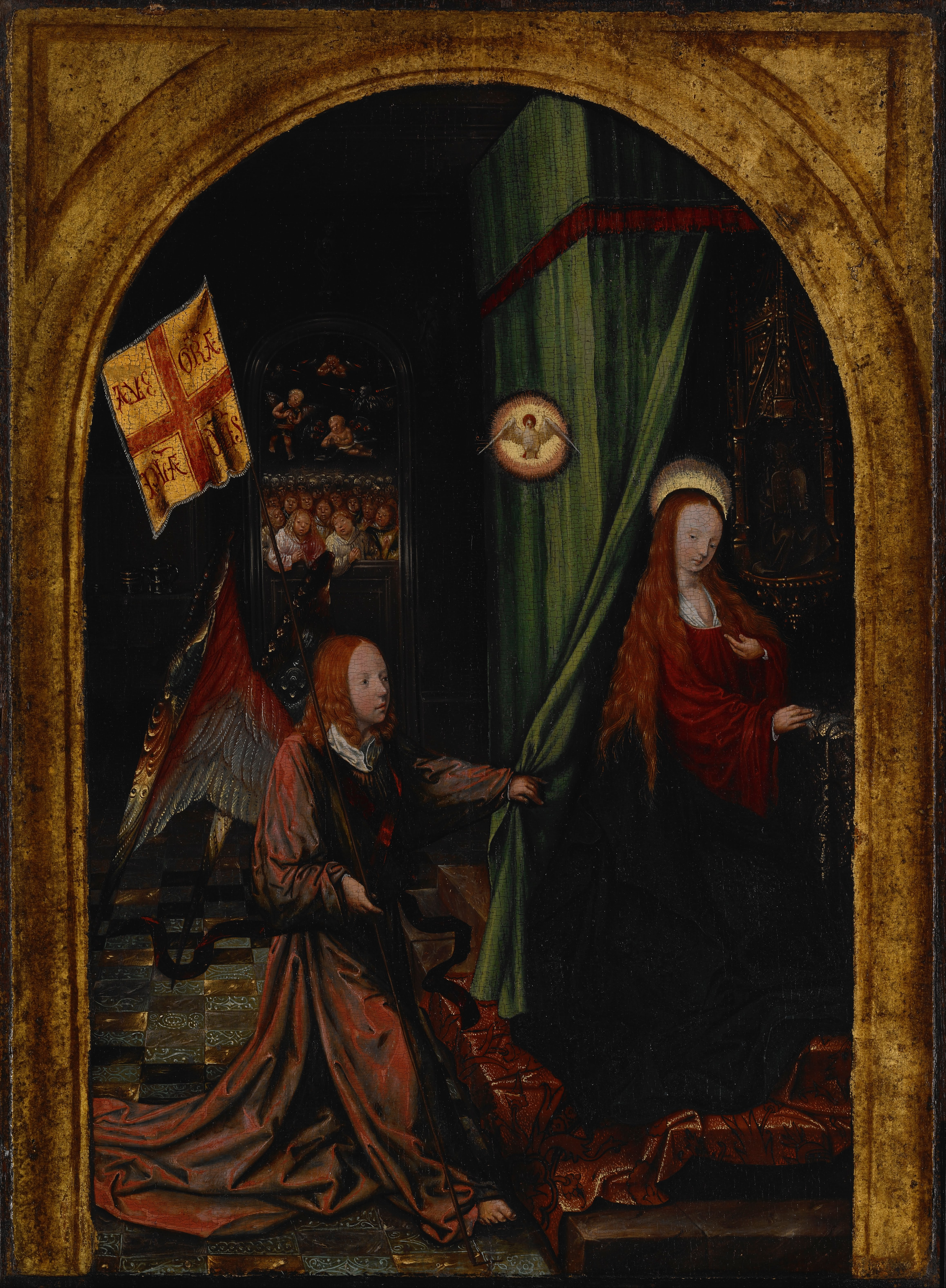
L'annonciation (musée d'Art d'Indianapolis).

Dans sa première période, la manière de Jacob Cornelisz est proche de celle du peintre d'Haarlem, Geertgen tot Sint Jans. Les couleurs et les techniques qu'il utilise suggèrent que c'est à Haarlem qu'il a fait son apprentissage.
Le Rijksmuseum conserve un triptyque L'Adoration des mages, 1517, panneau central 83 x 56 cm, panneaux latéraux 83 x 25 cm.
Plus tard, son œuvre se rapproche de celle d'Albrecht Dürer. Il lui a peut-être rendu visite à Anvers dans les années 1520.
On connait environ 200 gravures et 27 peintures de Jacob Cornelisz. 
Ses gravures sont des illustrations de petite taille qui répondent aux formes classiques de la tradition du nord des Pays-Bas.
En revanche, au fil de sa carrière, son style de peinture change. Sous l'influence de l'école de Haarlem à ses débuts, il aboutit au style plus souple de Saul et la sorcière d'Endor.
Dans la deuxième partie de sa carrière, Jacob Cornelisz van Oostsanen dirige un atelier où il forme des élèves, comme son fils Dirck Jacobsz et Jan van Scorel le feront après lui. 
Après 1526 Jacob n'a réalisé qu'une seule peinture commue, son Autoportrait, daté de 1533. On en a déduit que c'était la date de sa mort mais, selon l'historien hollandais I.H van Eeghen, cet écart de sept ans entre deux peintures est curieux. Il suggère que son fils aurait pu réaliser l'Autoportrait de 1533.
Certains considèrent qu'il est le dernier peintre flamand qui ne présente aucune influence italienne.
Du 15 mars 2014 au 29 mars 2014, une exposition monographique sur Oostsanen a eu lieu au Stedelijk museum d'Alkmaar.